# Hraniční přechod Lanžhot–Brodské
Hraniční přechod Lanžhot–Brodské (slovensky Hraničný priechod Brodské–Lanžhot) je bývalý silniční hraniční přechod na česko-slovenské státní hranici na hraničním úseku IX/30/9 - IX/31 (pův. č.), u IX/31 (n. č.) mezi českou obcí Lanžhot (okres Břeclav, Jihomoravský kraj) a slovenskou obcí Brodské (okres Skalica, Trnavský kraj). Přechod leží v nadmořské výšce 152 m n. m. 
na silnici II/425. Před zrušením byl určen pro motoristy, cyklisty a pěší.
Hraniční přechod byl zrušen při vstupu České republiky do Schengenského prostoru v roce 2007. V případě dočasného znovuzavedení ochrany vnitřních hranic je provoz na hraničním přechodu upraven Sdělením Ministerstva vnitra č. 395/2021 Sb.

## Další informace
- Hraniční přechod se nachází na mostě přes řeku Moravu, která zde tvoří hranici mezi Českou republikou a Slovenskem. Území leží v Dolnomoravském úvalu poblíž Stárkovského lesa a obory Soutok.
- Jižně od něj vede dálnice D2 s hraničním přechodem Lanžhot–Kúty, severně vede přes hranici železniční trať Břeclav–Kúty s hraničním přechodem Lanžhot–Kúty.